# 半人馬座ξ1
半人馬座Xi1 （ξ1 Cen, ξ1 Centauri）是在南天人馬座的一顆單獨的 恆星。它的視星等為裸眼可見的+4.83等，年週視差14.79mas，距離太陽大約221光年。 在這樣的距離上，恆星會因為中間的星際塵埃造成消光，而使視星等減弱0.1等。星系NGC 4945就在半人馬座Xi1西方17 弧秒 。
這是一顆A型主序星，恆星分類為A0V。他的年齡大約1億2500萬歲，有相對高速的自轉，投影旋轉速度為185 km/s。估計它的質量是2.4太陽質量，半徑是太陽半徑的2.7倍。從外層大氣的有效溫度10,462K，它輻射的光度是太陽光度的43倍。